# Президентские выборы в Чили (1958)
Президентские выборы в Чили состоялись 4 сентября 1958 года и прошли по новому избирательному закону, в соответствии с которым была введена всеобщая регистрация избирателей, а право голоса получили также батраки—«инкилинос». Основными кандидатами на высший руководящий пост являлись сын экс-президента Артуро Алессандри — Хорхе Алессандри Родригес, — выдвинувшийся самовыдвиженцем при поддержке трёх правых партий, и социалист Сальвадор Альенде, выдвинутый левоцентристской коалицией «Фронт народного действия (FRAP)», ведущей силой которой являлись Социалистическая и Коммунистическая партии.
Так как ни один кандидат не получил в ходе голосования 50% голосов, в соответствии с действовавшей тогда Конституцией 1925 года Президента страны избрал Национальный Конгресс, члены которого большинством голосов (147 против 26) поддержали кандидатуру Хорхе Алессандри.

## Избирательная система
Выборы проходили по мажоритарной системе, в соответствии с которой кандидат, получивший более 50% голосов, считался избранным. В случае, если ни один из кандидатов не набирал более 50% голосов, право избрания Президента из двух кандидатов, набравших наибольшее число голосов избирателей, получал Национальный конгресс.

## Проведение
В апреле 1958 года большинство парламентских партий Чили (все левые, центристы и часть правых) смогли достичь соглашения о взаимодействии по вопросу реформирования избирательной системы страны. К лету того же года, они провели через Национальный конгресс закон о реформе избирательного законодательства. Реформа 1958 года сделала регистрацию избирателей обязательной и ввела суровые санкции против тех, кто пытался присвоить чужие голоса. В первую очередь, это привело к расширению электоральной базы за счёт предоставления права голоса батракам—«инкилинос».
Левые силы подошли к президентским выборам серьёзно окрепшими — в 1957 году Социалистическая партия объединилась с Народно-социалистической партией в единую организацию, а в августе 1958 года при поддержке христианских демократов был отменён т.н. «проклятый закон», запрещавший деятельность Коммунистической партии. Социалисты и коммунисты (начавшие сотрудничать друг с другом ещё до Второй мировой войны в составе Народного фронта) договорились со своими партнёрами по коалиции «Фронт народного действия» о выдвижении единого кандидата, которым стал уже баллотировавшийся на прошлый президентских выборах Сальвадор Альенде. Фронт народного действия попытался также договориться о поддержке кандидатуры Альенде с Христианско-демократической партией, но та, не рассчитывая всерьёз на его победу, отказалась и выдвинула Эдуардо Фрея.
Правые силы (консерваторы и либералы) также смогли договориться о выдвижении единого кандидата — сына «льва из Тарапаки» Артуро Алессандри Хорхе. Алессандри-младший был крупным бизнесменом и контролировал 36 акционерных и 16 страховых обществ, однако главным его капиталом было популярное в Чили (особенно среди женщин) имя его харизматичного отца и поддержка парламентского большинства. Также за спиной у единого кандидата от правых было неудачное членство в кабинете Габриэля Гонсалеса Виделы (в котором он занимал пост министра финансов), закончившееся отставкой в январе 1950 года под давлением мощного забастовочного движения. Алессандри в своей предвыборной кампании осознанно не использовал политические лозунги, позиционируя себя, как технократа.
Радикальная партия Чили, растерявшая за годы президентства Виделы поддержку большей части своего электората, выдвинула явно провальную кандидатуру Луиса Боссая, который не мог составить конкуренцию Алессандри, Альенде и Фрею, но мог оттянуть у них голоса и тем самым не дать получить большинства в 50%, после чего радикалы, имевшие в Конгрессе фракцию из 36 депутатов и 9 сенаторов, рассчитывали стать арбитром и тем самым получить влияние на нового президента.
Однако, опасаясь победы Альенде или Фрея, правящие круги Чили незадолго до конца предвыборной кампании прибегли к новому для страны избирательному трюку и допустили до участия в выборах бывшего священника Антонио Саморано. Он выступал с позиций «друга народа», обещал в случае своей победы «превратить каждого бедняка в богача» и отменить все налоги. Эта откровенно популистская программа (а также любовные похождения Саморано, смаковавшиеся СМИ) принесли «другу народа» 41 304 голоса, которые (если бы их получил Альенде) могли бы повлиять на исход голосования. Однако согласно вышедшему в 2018 году исследованию чилийских социологов, Саморано показал свои наилучшие результаты в провинциях, где позиции левых были слабее, чем позиции правых, поэтому, с большей вероятностью, эти голоса не достались бы Альенде, а распределились между Алессандри, Фреем и Боссаем.

## Результаты
| \| \| \| | 31,56 % |
|          |         |

|  |  |

| \| \| \| | 28,85 % |
|          |         |

|  |  |

| \| \| \| | 20,70 % |
|          |         |

|  |  |

| \| \| \| | 15,55 % |
|          |         |

|  |  |

| \| \| \| | 3,34 % |
|          |        |

|  |  |

### Голосование в Национальном Конгрессе
| \| \| \| | 84,97 % |
|          |         |

|  |  |

| \| \| \| | 15,03 % |
|          |         |

|  |  |

Источник: ЦИК Республики Чили Архивная копия от 5 марта 2012 на Wayback Machine